# District de Bcharré
Le caza de Bcharré est l'un des 7 districts du Nord-Liban.

## Géographie
Le caza de Bcharré est un district très montagneux. La plupart des 26 villages qui le composent sont situés à plus de 1.000 mètres d'altitude. Le district est limité par les cazas suivants : Zghorta et Minieh-Dinnieh (au Nord), le Koura (à l'Ouest), Baalbek (à l'Est) et le Batroun (au Sud).

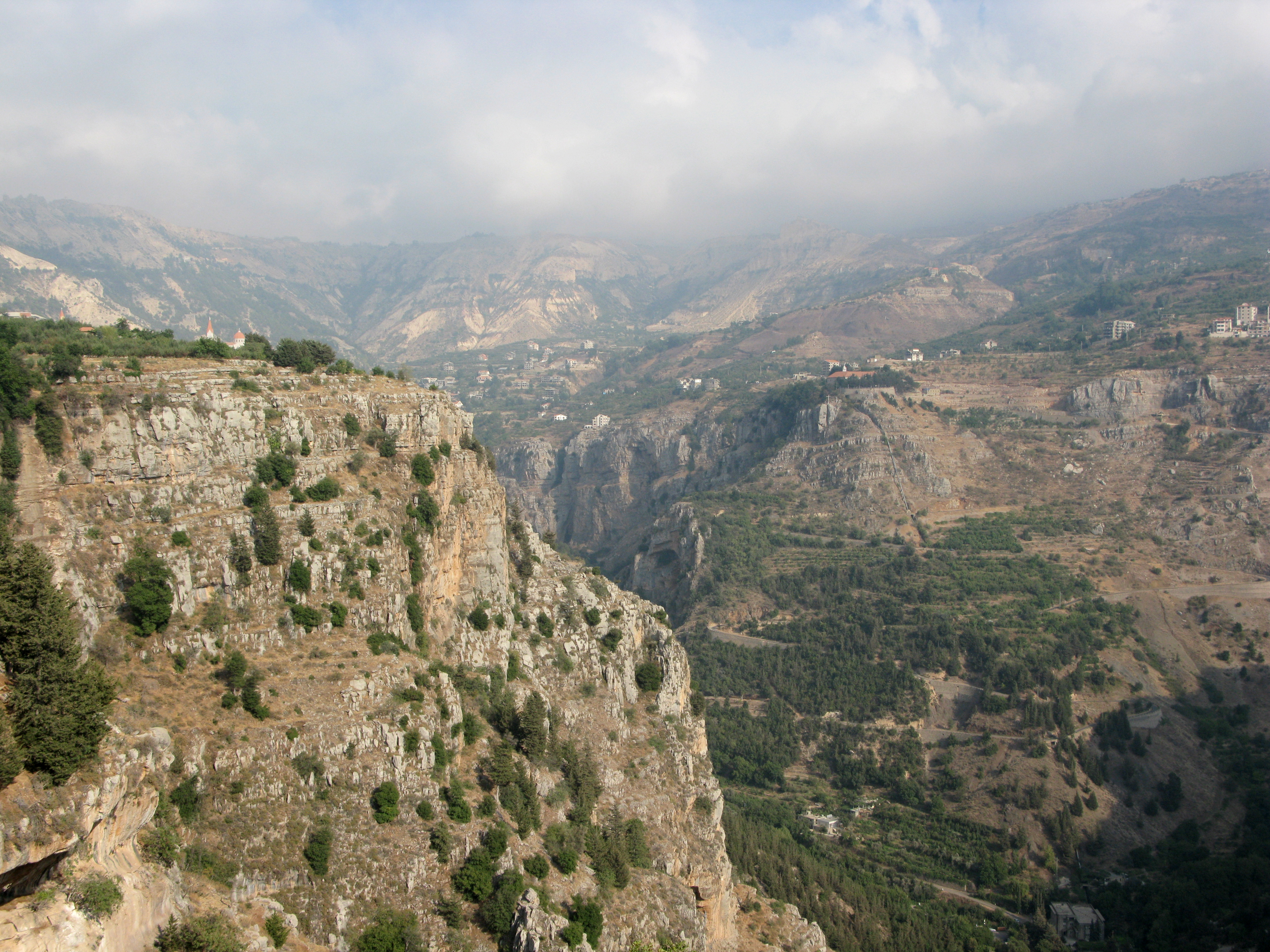
Vallée de Kadisha, district de Bsharri

## Population
La population du caza est de 16,831 selon le ministère des affaires sociales.
Le caza de Bcharri est un district très homogène avec une population presque exclusivement chrétienne, essentiellement maronite.

## Répartition confessionnelle des électeurs (2015)
https://www.almanar.com.lb/9564502
| Confessions          | Pourcentage (2022) | Pourcentage (2015) |
| Chrétiens (total)    | 99,92 %            | 99,33 %            |
| -------------------- | ------------------ | ------------------ |
| Arméniens-orthodoxes | 0,04 %             | - %                |
| Grecs-orthodoxes     | 0,45 %             | 2,76 %             |
| Maronites            | 99,33 %            | 94,71 %            |
| Grecs-catholiques    | 0,08 %             | 1,13 %             |
| Autres chrétiens     | 0 %                | 0,73 %             |
| Musulmans (total)    | 0,07 %             | 0,66 %             |
| Sunnites             | 0,07 %             | 0,21 %             |
| Chiites              | 0 %                | 0,05 %             |
| Alaouites            | 0 %                | 0,01 %             |
| Druze (total)        | 0 %                | 0 %                |

## Villes et villages
- Abdeen
- Bane
- Bani Saab (Mazra'at Bani Sa'ab)
- Bazoun
- Barhalyoun
- Beit Mounzer
- Beqa'a Kefra (village de Saint-Charbel)
- Bella
- Blaouza
- Bkarqacha
- Brissat
- Bcharré
- Dimane
- El-Arz (Cedars of God)
- Hadath El Jebbeh
- Hadchit
- Hasroun
- Qnaiwer
- Mazraat Assaf
- Qnat
- Tourza
- Wadi Qannoubine